# Saint Clairmeer
Het Saint Clairmeer (Engels: Lake St. Clair) ligt tussen de Canadese provincie Ontario en de Amerikaanse staat Michigan in, net ten noordoosten van de steden Windsor en Detroit. Het meer wordt via de St. Clair- en de Detroit rivieren verbonden met het Huronmeer en het Eriemeer in het gebied van de Grote Meren.
Het Saint Clairmeer beslaat een oppervlakte van ongeveer 1.114 km². De grootste afmetingen zijn 42 km (noord-zuid) en 37 km (oost-west) en heeft een gemiddelde diepte van slechts 3 meter. Voor de scheepvaart is er een dieper kanaal aangelegd in het meer en het maakt deel uit van de Saint Lawrence Seaway die de Grote Meren met de Atlantische Oceaan verbinden.
Het meer werd in 1679 door René Robert Cavelier de La Salle ontdekt op de feestdag van de heilige Clara van Assisi waaraan het de naam te danken heeft.